# Yves Niaré
Yves Niaré (Saint-Maurice, 20 juli 1977 – Pirmil, 5 december 2012) was een Frans atleet, die zich had toegelegd op het kogelstoten. Hij verzamelde dertien nationale titels en nam eenmaal deel aan de Olympische Spelen. Daarnaast was hij ook een verdienstelijk discuswerper.

## Loopbaan

### Deelname aan internationale toernooien
Niaré nam in 1996 voor het eerst deel aan een internationaal toernooi; op de wereldkampioenschappen voor junioren in het Australische Sydney werd hij elfde bij het kogelstoten. Vanaf 2001 kwam de Fransman regelmatig in actie op verschillende grote toernooien, zoals de wereldkampioenschappen van 2001, de Europese kampioenschappen van 2006, de WK van 2007 en de Olympische Spelen van Peking in 2008, zonder ooit door te dringen tot de finale.    

### Zilver achter Majewski
Des te opvallender was zijn optreden op de Europese indoorkampioenschappen van 2009 in Turijn, toen het hem ten slotte wél lukte om de finale te bereiken en hij bij het kogelstoten met 20,42 m, een Frans indoorrecord, de zilveren medaille veroverde achter regerend olympisch kampioen Tomasz Majewski, die met een stoot van 21,02 m het goud naar zich toehaalde. Voor Niaré was dit zijn beste internationale prestatie ooit. In datzelfde jaar werd hij vierde bij de Middellandse Zeespelen, maar op de WK in Berlijn haalde hij opnieuw de finale niet.

### PR-prestaties
Zijn outdoor persoonlijk record bij het kogelstoten verbeterde hij in 2008 in twee stappen. Eerst kwam hij op 23 april in Ussel tot 20,34 m, om daar enkele weken later in Versailles 20,72 m van te maken. Dit is nog steeds het Franse nationale record.
Yves Niaré kon trouwens ook goed met de discus overweg, blijkens zijn beste prestatie op dit onderdeel van 63,44 m, gevestigd in mei 2007 in Chelles.

### Dood
Niaré overleed op 5 december 2012 als gevolg van een auto-ongeval op de autoroute A11 ter hoogte van Pirmil. Hij liet een vrouw en dochter achter.
Yves Niaré was lid van Avia Club d'Issy-les-Moulineaux, waar hij werd getraind door zijn vader Namakoro Niaré, voormalig kogelstootkampioen van Mali. Zijn zuster Gaëlle Niaré veroverde diverse nationale titels bij het hoogspringen.

## Titels
- Frans kampioen kogelstoten – 2000, 2001, 2002, 2003, 2004, 2005, 2007, 2008, 2009, 2010
- Frans indoorkampioen kogelstoten – 2001, 2002, 2009

## Persoonlijke records
Outdoor
| Discipline   | Prestatie           | Datum       | Plaats     |
| ------------ | ------------------- | ----------- | ---------- |
| kogelstoten  | 20,72 m (nat. rec.) | 18 mei 2008 | Versailles |
| discuswerpen | 63,44 m             | 9 mei 2007  | Chelles    |

Indoor
| Discipline  | Prestatie           | Datum        | Plaats |
| ----------- | ------------------- | ------------ | ------ |
| kogelstoten | 20,42 m (nat. rec.) | 8 maart 2009 | Turijn |

## Palmares

### kogelstoten
- 1996: 11e WJK – 16,12 m
- 2000:  Franse kamp. – 19,00 m
- 2001:  Franse kamp. – 19,28 m
- 2001: 13e in kwal. WK – 18,71 m
- 2002:  Franse kamp. – 19,40 m
- 2003: 4e Europa Cup indoor te Leipzig – 19,31 m
- 2003: 8e SPAR Europa Cup te Florence – 18,48 m
- 2003:  Franse kamp. – 19,07 m
- 2004:  Franse kamp. – 18,22 m
- 2005:  Franse kamp. – 18,65 m
- 2006:  Franse indoorkamp. – 19,54 m
- 2006: 10e in kwal. EK – 18,70 m
- 2007:  Franse kamp. – 20,08 m
- 2007: 7e in kwal. WK – 19,62 m
- 2008:  Franse kamp. – 20,02 m
- 2008: 12e in kwal. OS – 19,73 m
- 2009:  Franse indoorkamp. – 19,99 m
- 2009:  EK indoor – 20,42 (nat. rec.)
- 2009: 5e Europa Cup voor landenteams te Leiria – 19,54 m
- 2009:  Franse kamp. – 19,39 m
- 2009: 14e in kwal. WK – 19,37 m
- 2010:  Franse kamp. - 19,90 m
- 2012:  Franse kamp. – 18,87 m

### discuswerpen
- 1996: 12e WJK – 47,18 m